# Kefersteinia stevensonii
Kefersteinia stevensonii är en orkidéart som beskrevs av Robert Louis Dressler. Kefersteinia stevensonii ingår i släktet Kefersteinia och familjen orkidéer. Inga underarter finns listade i Catalogue of Life.